# Die dunkelste Stunde
Die dunkelste Stunde (Originaltitel Darkest Hour) ist ein historisches Filmdrama von Joe Wright und zugleich eine Filmbiografie über die ersten fünf Wochen Winston Churchills als britischer Premierminister in der Anfangsphase des Zweiten Weltkrieges. Der Film, der seine Premiere am 1. September 2017 beim Telluride Film Festival feierte, kam am 25. Dezember 2017 in die US-amerikanischen und am 18. Januar 2018 in die deutschen Kinos. Gary Oldman erhielt für seine Verkörperung Churchills unter anderem einen Golden Globe Award und einen Oscar als bester Hauptdarsteller.

## Handlung
Die anfänglichen Misserfolge der Alliierten im Zweiten Weltkrieg lösen Anfang Mai 1940 eine Kabinettskrise in Großbritannien aus. Der konservative Premierminister Neville Chamberlain wird für die mangelhafte Kriegsvorbereitung des Vereinigten Königreichs verantwortlich gemacht und sieht sich zum Rücktritt gezwungen. Als seinen natürlichen Nachfolger betrachten die meisten Konservativen Lord Halifax, einen weiteren Vertreter der Appeasement-Politik gegenüber Nazi-Deutschland. Die oppositionelle Labour Party unter Clement Attlee ist jedoch nur unter der Bedingung zum Eintritt in eine Allparteienregierung bereit, dass der bisherige Erste Lord der Admiralität, Winston Churchill, deren Führung übernimmt. Churchill hat Chamberlains Beschwichtigungspolitik stets abgelehnt, schon früh vor der aggressiven Expansionspolitik Deutschlands gewarnt und gilt daher als entschiedener und kompromissloser Gegner Hitlers. Seine Parteifreunde halten ihn zwar für unbesonnen, waghalsig und verantwortungslos. Dennoch – und trotz seiner eigenen Skepsis – ernennt König Georg VI. Churchill am 10. Mai zum neuen Premierminister.
Vom ersten Tag seiner Amtszeit an steht Churchill vor schier unüberwindlichen Herausforderungen: Im Westfeldzug überrollt die Wehrmacht innerhalb weniger Tage die Niederlande, Belgien und Luxemburg. Sie schließt große Teile der französischen Armee und fast die gesamten britischen Expeditionsstreitkräfte an der Kanalküste bei Dünkirchen ein. Die Alliierten stehen kurz vor einer verheerenden Niederlage, und es droht eine deutsche Invasion Großbritanniens. Der Film zeigt nun Churchills Kampf an mehreren Fronten: Zum einen muss er mit allen Mitteln versuchen, zumindest Teile der britischen Armee aus dem Kessel von Dünkirchen zu evakuieren, zum anderen muss er die Zuversicht der britischen Bevölkerung aufrechterhalten, dass doch noch ein Sieg möglich und eine Invasion zu verhindern ist. Die Voraussetzung dafür aber ist – und darin besteht Churchills dritte Aufgabe –, dass es ihm gelingt, dem Druck und den Intrigen aus der eigenen Partei zu widerstehen. Denn der Parteiflügel um Lord Halifax ist bereit, auf Vermittlung Italiens einen Verhandlungsfrieden mit Hitler unter Preisgabe Westeuropas zu erwägen. Unterstützt nur von seiner Frau Clementine, engen Vertrauten wie Anthony Eden, aber schließlich auch vom König, setzt Churchill seine Politik des Widerstands um jeden Preis durch. Die Operation Dynamo beginnt, mit der fast alle britischen Soldaten aus Dünkirchen gerettet wurden, und der Film endet mit Churchills berühmter Unterhausrede „We Shall Fight on the Beaches“ vom 4. Juni 1940, die den Durchhaltewillen der britischen Bevölkerung nachhaltig gestärkt hat.

## Produktion

### Hintergrund und Filmtitel
Der historische Hintergrund des Films ist die Frühphase des Zweiten Weltkriegs, als im Frühjahr 1940 große Teile Westeuropas von der deutschen Wehrmacht überrannt wurden und auch Großbritannien an den Rand der Niederlage geriet. In seiner Bewertung der historischen Ereignisse dieser Tage orientiert sich der Film wesentlich an der Darstellung des Historikers John Lukacs und seinem Werk „Fünf Tage in London“. Lukacs sah in der Tatsache, dass Churchill sich in der Auseinandersetzung um die richtige Kriegsstrategie gegen Halifax durchgesetzt hat, den entscheidenden Wendepunkt des Krieges. Dies habe einen Sieg Hitlers verhindert und den späteren Sieg der Alliierten somit überhaupt erst möglich gemacht.
Die Formulierung „Darkest Hour“ (deutsch für: „Dunkelste Stunde“) entstammt der Rede „This Was Their Finest Hour“ (deutsch: „Dies war ihre beste Stunde“), die Winston Churchill am 18. Juni 1940 im britischen Unterhaus hielt. Gegenstand dieser Rede war die sich nach dem Fall von Paris abzeichnende militärische Niederlage Frankreichs. Diese Situation bezeichnete Churchill als die „dunkelste Stunde in der Geschichte Frankreichs“ („darkest hour in French history“). Zugleich machte die Rede den ungebrochenen Widerstandswillen der britischen Regierung deutlich. Sie wurde damals immer wieder übers Radio gesendet und half, die britische Kampfmoral aufrechtzuerhalten. Churchills Formulierung ging in die Geschichte ein.

### Stab und Besetzung
Das Drehbuch schrieb Anthony McCarten, der für die gleiche Arbeit an Die Entdeckung der Unendlichkeit 2015 für einen Oscar nominiert worden war. Regie führte Joe Wright, der mit Abbitte schon einmal einen Film gedreht hat, der in den Tagen von Dünkirchen spielt.

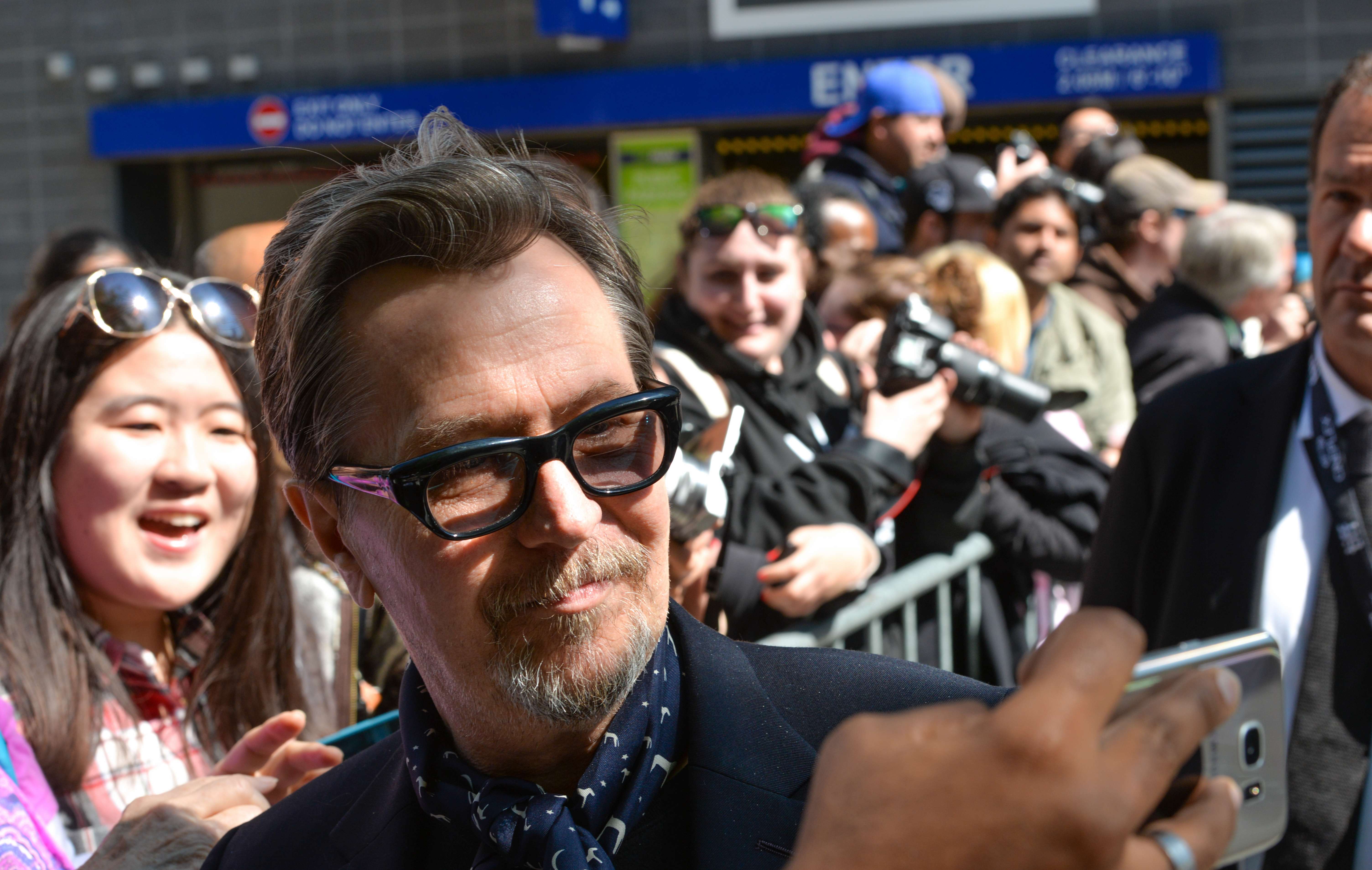
Gary Oldman bei der Vorstellung des Films in Toronto

Die Filmmusik komponierte Dario Marianelli, mit dem Wright bereits mehrere Male zusammengearbeitet hat. Marianellis Arbeit sei von seltener Schönheit, so David Ehrlich von Indie Wire, und halte den Film zusammen. In Abbitte hat Marianelli die Geräusche einer Schreibmaschine und in Die dunkelste Stunde ein Bleistiftkratzen genutzt, um eine gewisse Stimmung zu erzeugen. Für Sidney Schering von Quotenmeter.de gehört die Abspannsuite zu den prägnantesten musikalischen Momenten des Filmjahres 2018. Der Soundtrack zum Film, der 19 Musikstücke umfasst, wurde am 17. November 2017 von der Deutschen Grammophon veröffentlicht.
Gary Oldman spielt die Hauptrolle als Winston Churchill. Dessen Sohn Randolph wird von Jordan Waller und Churchills Ehefrau Clementine von Kristin Scott Thomas dargestellt. Ben Mendelsohn spielt König Georg VI. John Hurt konnte wegen seiner Krebserkrankung, an der er Anfang 2017 starb, nicht den für ihn vorgesehenen Part von Neville Chamberlain übernehmen. Statt seiner übernahm Ronald Pickup diese Rolle. Die von Churchills Stabschef, General Ismay, übernahm Richard Lumsden. Nicholas Jones ist als Lordkanzler John Simon zu sehen, der ein Befürworter des Appeasement war. Lily James ist in der historischen Rolle von Elizabeth Nel (1919–2009) zu sehen, der Privatsekretärin von Winston Churchill zur Zeit des Zweiten Weltkriegs – Nel trat allerdings nicht, wie im Film dargestellt, im Sommer 1940, sondern erst im Mai 1941 ihre Stelle an. In kleineren Rollen sind Hannah Steele als U-Bahn-Passagierin Abigail Walker und Charley Palmer Rothwell als Fotograf Miles Aldridge zu sehen.

### Synchronisation
Die deutsche Synchronisation erfolgte nach einem Dialogbuch und unter der Dialogregie von Axel Malzacher bei der Interopa Film GmbH, Berlin. Udo Schenk spricht in der deutschen Fassung wie in einer Reihe früherer Filme Gary Oldman in der Rolle von Winston Churchill, Traudel Haas seine Ehefrau Clementine. Torsten Michaelis leiht König George VI. seine Stimme und Fred Maire dem scheidenden Premierminister Neville Chamberlain.

### Dreharbeiten und Szenenbild

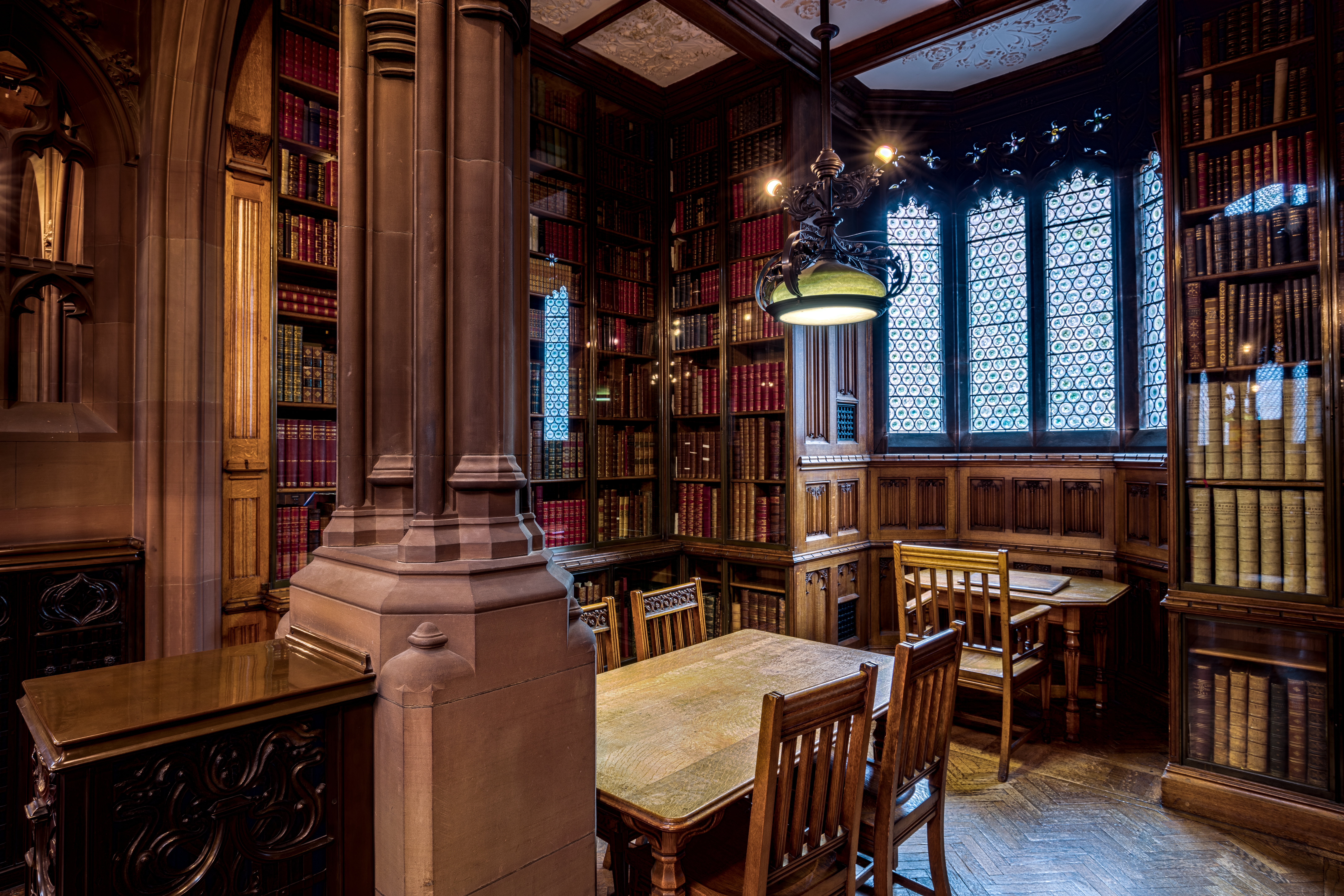
Die John Rylands Library der University of Manchester in Deansgate

Die Dreharbeiten fanden statt in Yorkshire, Greenwich und am Bicester Aerodrome in Oxfordshire, wo Flugzeuge aufgenommen wurden, zudem in der Manchester Town Hall in der Albert Square und der John Rylands Library der University of Manchester. Das Szenenbild schuf Sarah Greenwood gemeinsam mit Katie Spencer.

### Veröffentlichung
Der Film feierte am 1. September 2017 beim Telluride Film Festival seine Premiere und wurde ab 10. September 2017 im Rahmen des Toronto International Film Festivals vorgestellt. Am 25. Dezember 2017 kam der Film in die US-amerikanischen Kinos und am 18. Januar 2018 in die deutschen Kinos.
Im deutschen Free-TV war der Film erstmals am 1. Juni 2020 im ZDF zu sehen. In Österreich zeigte ihn der ORF erstmals am 30. Mai 2020, das Schweizer Fernsehen SF1 am 27. März 2020.

## Rezeption

### Altersfreigabe
In den USA wurde der Film von der MPAA als PG-13 eingestuft. In Deutschland ist der Film FSK 6. In der Freigabebegründung heißt es: „Der Film zeichnet ein überwiegend differenziertes, auch humorvolles Bild der historischen Figur, konzentriert sich in ausführlichen Dialogen auf die politische Welt und zeigt nur in kurzen Szenen die Kriegsschrecken. Kinder im Vorschulalter können diese kurzen Szenen dennoch überfordern, doch ältere sind in der Lage, sich ausreichend davon zu distanzieren, da sie keine zu expliziten Bilder aufweisen und gut in ruhige und erklärende Szenen eingebettet sind.“

### Kritiken und Einspielergebnis
Der Film konnte bislang 84 Prozent der Kritiker bei Rotten Tomatoes überzeugen.
So meint Peter Debruge von Variety, der Film balanciere die Triumphe des großartigen Redners in der Öffentlichkeit mit privaten Momenten aus, in denen Winston Churchill voller Selbstzweifel ist. Thomas Palzer von MDR Kultur sagt, Regisseur Joe Wright habe diesem mit seinem Film ein brillantes Denkmal gesetzt: „Ein handwerklich meisterhaft gemachtes Kammerspiel, dessen Hauptdarsteller Gary Oldman den exzentrischen britischen Premier Winston Churchill auf beeindruckende Weise wiederauferstehen lässt.“
Bereits nachdem erste Fotos von Gary Oldman in seiner Rolle als neuer britischer Premierminister veröffentlicht worden waren, sagte Sabienna Bowman von bustle.com, dessen schockierende Verwandlung in Winston Churchill bringe ihn sicher bei der Oscarverleihung 2018 in das Rennen als bester Schauspieler.
Hartmut Wilmes vom General-Anzeiger erklärt, Dank der Make-up-Prothetik aus Silikon sehe man zwar keinen Doppelgänger, aber doch eine verblüffende, bis in die Nahaufnahme glaubhafte Ähnlichkeit, die Oldman meisterhaft mit Leben fülle: „Alles ist da: diese rücksichtslose Energie, mit der Churchill seine Gegner anbellt, der trockene Humor, die geniale List etwa beim Evakuieren der Dünkirchen-Truppen mit zivilen Schiffen.“
Die Deutsche Film- und Medienbewertung (FBW) verlieh dem Film das Prädikat Besonders wertvoll. In der Jury-Begründung heißt es: „Filmisch zieht Die dunkelste Stunde alle Register und zeigt neben Wrights Hang zum epischen Erzählkino auch Momente der Stille und des Privaten, die ein vielschichtiges Porträt eines großen Politikers und fehlbaren Menschen zeichnen, dessen Qualitäten man als Zuschauer erst mit der Zeit zu schätzen lernt. Gerade angesichts dieser Schwierigkeiten aber ist Die dunkelste Stunde nicht nur als filmische Biographie und period piece zu lesen, sondern ragt durchaus in unsere Gegenwart hinein.“
Die weltweiten Einnahmen des Films aus Kinovorführungen belaufen sich bislang auf fast 151 Millionen US-Dollar. In Deutschland verzeichnet der Film bislang ca. 449.000 Besucher.

### Einsatz im Schulunterricht
Das Onlineportal kinofenster.de empfiehlt Die dunkelste Stunde für die Unterrichtsfächer Geschichte, Englisch, Deutsch und Politik und bietet  Materialien zum Film für den Unterricht. Dort schreibt Philipp Bühler, so könnten neben Fragen der Inszenierung auch die Reden des späteren Literaturnobelpreisträgers diskutiert werden, wobei er explizit seine Rede Blut, Schweiß und Tränen erwähnt. In Deutsch und Englisch könne durch die Analyse von ausgewählten Reden untersucht werden, welche rhetorischen Mittel Politiker einsetzen und was sie mit ihren Worten bewirken. Mit Blick auf aktuelle politische Debatten lasse sich auch diskutieren, was junge Menschen von heutigen Politikern erwarten, so Bühler weiter. Im Frühjahr 2019 wird der Film im Rahmen der SchulKinoWochen in Bayern und Nordrhein-Westfalen vorgestellt.

### Auszeichnungen (Auswahl)
Am 18. Dezember 2017 gab die Academy of Motion Picture Arts and Sciences bekannt, dass sich Dario Marianellis Arbeit auf einer Shortlist befindet, aus der die Nominierungen in der Kategorie Beste Filmmusik im Rahmen der Oscarverleihung 2018 erfolgten. Etwa zeitgleich gab die Academy bekannt, dass sich der Film auch in der Vorauswahl befindet, aus der die Nominierten in der Kategorie Bestes Make-up und Beste Frisuren bestimmt wurden. Im Folgenden eine Auswahl von Nominierungen und Auszeichnungen im Rahmen weiterer Filmpreise.
American Society of Cinematographers Awards 2018
- Nominierung als Bester Film – Theatrical Release (Bruno Delbonnel)[34]

Art Directors Guild Awards 2018
- Nominierung für den Excellence in Production Design Award in der Kategorie Period Film (Sarah Greenwood)[35]

British Academy Film Awards 2018
- 9 Nominierungen, 2 Auszeichnungen für Hauptdarsteller und Maske

Critics’ Choice Movie Awards 2018
- Nominierung als Bester Film
- Auszeichnung als Bester Hauptdarsteller (Gary Oldman)
- Auszeichnung für das Beste Hair & Make-up
- Nominierung für die Beste Filmmusik (Dario Marianelli)[36]

Europäischer Filmpreis 2018
- Nominierung für den Publikumspreis (Joe Wright)[37]

Golden Globe Awards 2018
- Auszeichnung als Bester Hauptdarsteller (Gary Oldman)[38]

Hollywood Music in Media Awards 2017
- Nominierung in der Kategorie Original Score: Feature Film (Dario Marianelli)[39]

Los Angeles Online Film Critics Society Awards 2018
- Nominierung für die Beste Kamera (Bruno Delbonnel)
- Nominierung als Bester Hauptdarsteller (Gary Oldman)[40]

Oscarverleihung 2018
- Nominierung als Bester Film (Tim Bevan, Eric Fellner, Lisa Bruce, Anthony McCarten und Douglas Urbanski)
- Auszeichnung als Bester Hauptdarsteller (Gary Oldman)
- Nominierung für die Beste Kamera (Bruno Delbonnel)
- Nominierung für das Beste Szenenbild (Sarah Greenwood und Katie Spencer)
- Nominierung für die Besten Kostüme (Jacqueline Durra)
- Auszeichnung für das Beste Make-up und die Besten Frisuren (Kazuhiro Tsuji, David Malinowski und Lucy Sibbick)

Palm Springs Film Fest 2017
- Auszeichnung mit dem Desert Palm Achievement Award (Gary Oldman)[41]

Phoenix Film Critics Society Awards 2017
- Auszeichnung als Bester Hauptdarsteller (Gary Oldman)
- Nominierung für die Beste Filmmusik
- Nominierung für die Beste Kamera[42]

Satellite Awards 2017
- Auszeichnung als Bester Filmschauspieler (Gary Oldman)
- Nominierung für die Beste Kamera (Bruno Delbonnel)
- Nominierung für den Besten Filmschnitt (Valerio Bonelli)
- Nominierung für den Besten Ton[43]

Screen Actors Guild Awards 2018
- Auszeichnung als Bester Hauptdarsteller (Gary Oldman)